# Liste des édifices romans en Loire-Atlantique
La liste des édifices romans en Loire-Atlantique recense les édifices romans civils et religieux du département, subsistant totalement ou partiellement. Seuls les édifices présentant encore des parties de l'époque romane visibles et clairement identifiées sont pris en compte (les dates sont celles majoritairement indiquées dans les descriptions des édifices, les dates d'édifications faisant débat sur la période).

## Liste
| Commune                      | Édifice                                          | Protection                                             | Descriptif                                                                   | Décor                                                           | Illustration | Géolocalisation                    |
| ---------------------------- | ------------------------------------------------ | ------------------------------------------------------ | ---------------------------------------------------------------------------- | --------------------------------------------------------------- | ------------ | ---------------------------------- |
| Barbechat                    | Chapelle Sainte-Magdeleine de Barbechat          |                                                        | Vestiges de la façade, XIIe ou XIIIe siècle                                  |                                                                 |              | 47° 16′ 08″ nord, 1° 16′ 41″ ouest |
| Campbon                      | Château de Campbon                               | Inscrit MH (1934) « PA00108574 », notice no PA00108574 | Vestiges des remparts. XIe siècle.                                           |                                                                 |              | 47° 24′ 50″ nord, 1° 58′ 08″ ouest |
| (La) Chapelle-Launay         | Abbaye Notre-Dame de Blanche-Couronne            | Classé MH (1994) « PA00108581 », notice no PA00108581  | Église abbatiale et façade de la salle capitulaire du XIIe siècle.           |                                                                 |              | 47° 21′ 04″ nord, 1° 59′ 10″ ouest |
| Châteaubriant                | Château de Châteaubriant                         | Classé MH (1921) « PA00108582 », notice no PA00108582  | Donjon partiellement du XIe siècle.                                          |                                                                 |              | 47° 43′ 12″ nord, 1° 22′ 24″ ouest |
| Châteaubriant                | Église Saint-Jean de Béré                        | Classé MH (1926) « PA00108583 », notice no PA00108583  | Majoritairement XIe – XIIe siècle.                                           | Traces de peintures murales.                                    |              | 47° 43′ 25″ nord, 1° 23′ 10″ ouest |
| Clisson                      | Chapelle des Templiers                           | Classé MH (1975) « PA00108587 », notice no PA00108587  | XIIe siècle.                                                                 |                                                                 |              | 47° 04′ 49″ nord, 1° 16′ 32″ ouest |
| Clisson                      | Église de la Trinité de Clisson                  | Inscrit MH (1997) « PA44000005 », notice no PA44000005 | Bras du transept, parties basses de la nef et absidiole nord du XIIe siècle. | Chapiteaux sculptés.                                            |              | 47° 05′ 19″ nord, 1° 16′ 37″ ouest |
| Clisson                      | Église Saint-Jacques de Clisson                  | Inscrit MH (1941) « PA00108590 », notice no PA00108590 | XIIe siècle                                                                  |                                                                 |              | 47° 05′ 19″ nord, 1° 17′ 04″ ouest |
| Guérande                     | Collégiale Saint-Aubin de Guérande               | Classé MH (1840) « PA00108621 », notice no PA00108621  | Sept piliers du XIIe siècle dans la nef.                                     | Chapiteaux sculptés.                                            |              | 47° 19′ 41″ nord, 2° 25′ 43″ ouest |
| (Le) Loroux-Botterau         | Église Saint-Jean-Baptiste                       | Classé MH (1923) « PA00108636 », notice no PA00108636  |                                                                              | Fresques du XIIe siècle déplacées dans l'église du XIXe siècle. |              | 47° 14′ 20″ nord, 1° 20′ 52″ ouest |
| Machecoul                    | Chapelle Sainte-Marie-Madeleine de Quinquenevent | Classé MH (1997) « PA00108638 », notice no PA00108638  | Chœur et crypte du XIIe siècle.                                              |                                                                 |              | 46° 57′ 36″ nord, 1° 52′ 59″ ouest |
| Massérac                     | Chapelle St Benoît                               |                                                        | Ruine, partiellement du XIe ou XIIe siècle                                   |                                                                 |              | 47° 40′ 25″ nord, 1° 54′ 58″ ouest |
| (La) Meilleraye-de-Bretagne  | Abbaye Notre-Dame de Melleray                    | Classé MH (1984) « PA00108640 », notice no PA00108640  | Abbatiale, portail et vestiges du cloître du XIIe siècle.                    |                                                                 |              | 47° 32′ 56″ nord, 1° 22′ 40″ ouest |
| Moisdon-la-Rivière           | Église Saint-Jouin                               | Inscrit MH (1978) « PA00108643 », notice no PA00108643 | Nef, premier transept et tour de croisée des XIe – XIIe siècles.             |                                                                 |              | 47° 37′ 18″ nord, 1° 22′ 21″ ouest |
| Monnières                    | Église Sainte Radegonde                          |                                                        | Clocher et mur nord XIe – XIIe siècle.                                       |                                                                 |              | 47° 07′ 56″ nord, 1° 21′ 20″ ouest |
| Mouais                       | Église Notre-Dame de l'Assomption                |                                                        | Partiellement du XIe siècle.                                                 |                                                                 |              | 47° 41′ 46″ nord, 1° 38′ 39″ ouest |
| (Les) Moutiers-en-Retz       | Église Saint-Pierre                              |                                                        | Pignon ouest et partie ouest de la nef du XIe siècle                         |                                                                 |              | 47° 03′ 45″ nord, 2° 00′ 02″ ouest |
| (Les) Moutiers-en-Retz       | Chapelle Saint Jean-Baptiste de Prigny           | Classé MH (1913) « PA00108648 », notice no PA00108648  | Majoritairement du XIe ou XIIe siècle.                                       |                                                                 |              | 47° 03′ 58″ nord, 1° 58′ 51″ ouest |
| Nantes                       | Cathédrale Saint-Pierre-et-Saint-Paul de Nantes  | Classé MH (1862) « PA00108654 », notice no PA00108654  | Colonnes et murs de la crypte du XIe siècle.                                 |                                                                 |              | 47° 13′ 06″ nord, 1° 33′ 03″ ouest |
| Nantes                       | Église Saint-Jacques de Pirmil                   | Inscrit MH (1997) « PA44000011 », notice no PA44000011 | Partiellement du XIIe siècle.                                                |                                                                 |              | 47° 11′ 47″ nord, 1° 32′ 18″ ouest |
| (Le) Pallet                  | Chapelle Sainte-Anne                             | Inscrit MH (1941) « PA00108766 », notice no PA00108766 | Chapelle du XIe – XIIe siècle.                                               |                                                                 |              | 47° 08′ 10″ nord, 1° 19′ 51″ ouest |
| (Le) Pallet                  | Château d'Abélard                                |                                                        | Ruine d'un grand donjon sur motte, Xe – XIIe siècle.                         |                                                                 |              | 47° 08′ 11″ nord, 1° 19′ 51″ ouest |
| (Le) Pin                     | Ancienne Église Sainte-Madeleine de Rochementru  |                                                        | Nef partiellement du XIIe siècle.                                            |                                                                 |              | 47° 34′ 07″ nord, 1° 07′ 01″ ouest |
| Saint-Aubin des Châteaux     | Chapelle des Templiers                           |                                                        | D'origine carolingienne, reconstruit au XIIe siècle.                         |                                                                 |              | 47° 43′ 07″ nord, 1° 29′ 05″ ouest |
| Saint-Brévin-les-Pins        | Église Saint-Brévin                              |                                                        | Chœur du XIe siècle                                                          |                                                                 |              | 47° 14′ 50″ nord, 2° 10′ 03″ ouest |
| Saint-Gildas-des-Bois        | Abbaye Saint-Gildas-des-Bois                     | Classé MH (1994) « PA00108797 », notice no PA00108797  | Abbatiale majoritairement du XIIe siècle.                                    | Chapiteaux sculptés.                                            |              | 47° 30′ 59″ nord, 2° 02′ 13″ ouest |
| Saint-Philbert-de-Grand-Lieu | Abbaye de Saint-Philbert-de-Grand-Lieu           | Classé MH (1896) « PA00108819 », notice no PA00108819  | Crypte du IXe siècle, abbatiale du IXe – Xe siècle ?                         | Chapiteaux sculptés.                                            |              | 47° 02′ 19″ nord, 1° 38′ 27″ ouest |
| Soudan                       | Chapelle du Dougilard                            |                                                        | Majoritairement XIIe siècle.                                                 |                                                                 |              | 47° 44′ 34″ nord, 1° 16′ 20″ ouest |
| Soulvache                    | Ancienne église Saint-Jean                       |                                                        | Partiellement du XIIe siècle.                                                |                                                                 |              | 47° 49′ 45″ nord, 1° 28′ 29″ ouest |
| Touvois                      | Chapelle de Fréligné                             |                                                        | Partiellement du XIIe siècle.                                                |                                                                 |              | 46° 53′ 28″ nord, 1° 42′ 18″ ouest |
| Vay                          | Chapelle Saint Germain                           |                                                        | Chœur et arc diaphragme du XIIe siècle.                                      |                                                                 |              | 47° 33′ 22″ nord, 1° 41′ 56″ ouest |

## Carte
| \| Localisation de la Loire-Atlantique en France \| Chapelle Sainte-Magdeleine de Barbechat Château de Campbon Abbaye de Blanche-Couronne Château de Châteaubriant Église Saint-Jean de Béré Chapelle des Templiers de Clisson Église de la Trinité de Clisson Église Saint-Jacques de Clisson Collégiale de Guérande Chapelle de Quinquenevent Église du Loroux-Bottereau Chapelle St Benoît de Massérac Abbaye de Melleray Église de Moisdon-la-Rivière Église de Monnières Église de Mouais Église des Moutiers-en-Retz Chapelle de Prigny Cathédrale de Nantes Eglise de Pirmil Le Pallet(2) Ancienne Église de Rochementru Chapelle de Saint-Aubin-des-Châteaux Église de Saint-Brévin Abbaye Saint-Gildas-des-Bois Abbaye de Saint-Philbert-de-Grand-Lieu Chapelle du Dougilard Ancienne église de Soulvache Chapelle de Fréligné Chapelle Saint Germain de Vay |
| Localisation de la Loire-Atlantique en France |